# Voßnacker Steinbrüche und Ringofenziegelei

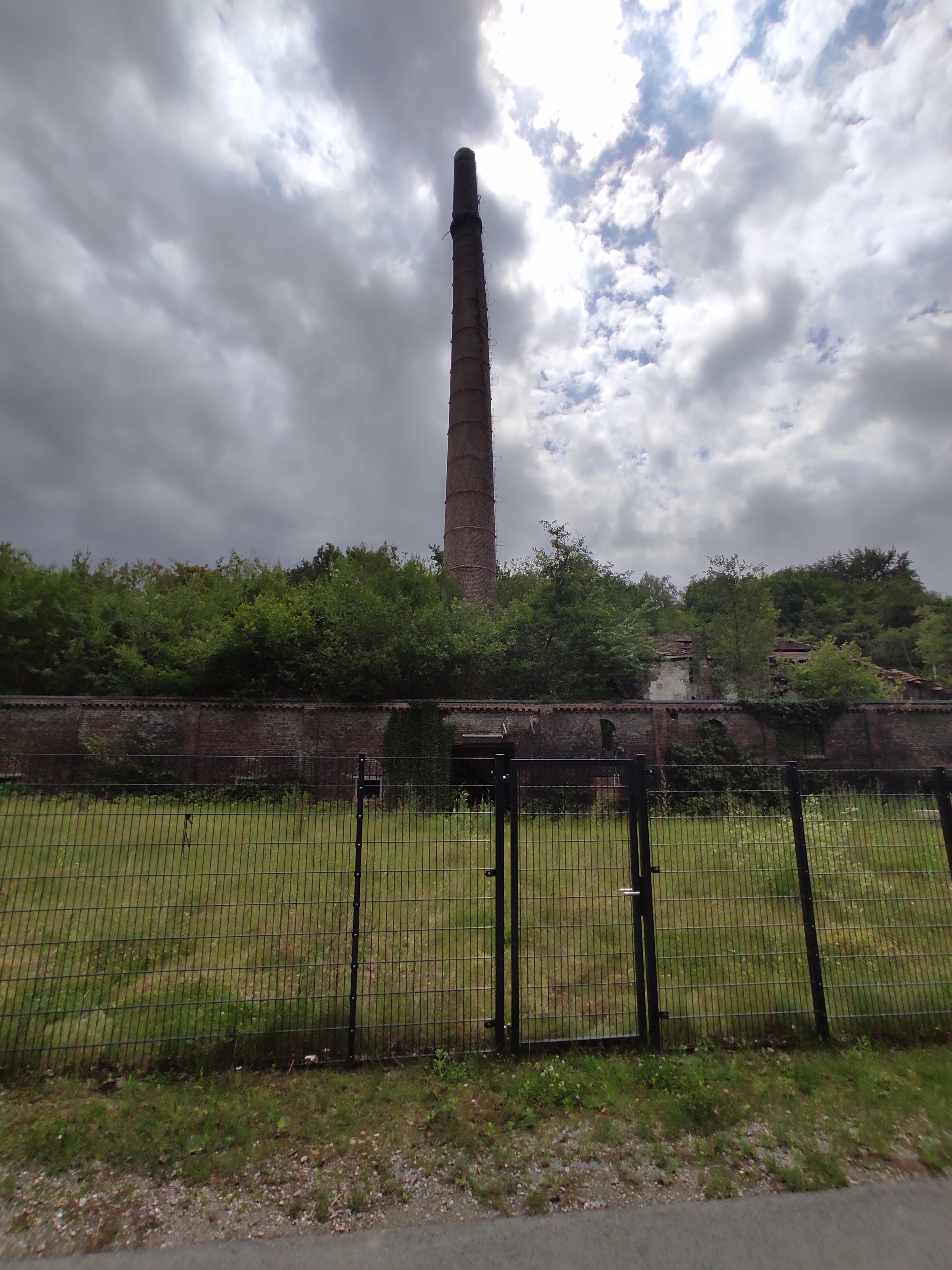
Voßnacker Ziegelei

Die Voßnacker Steinbrüche und Ringofenziegelei GmbH war ein Essener Unternehmen im Deilbachtal. Es war bis Ende des 19. Jahrhunderts ein reiner Steinbruchbetrieb. 1899 wurde die Ziegelei gegründet. 1907 kam es zu einem Brand. Für die Herstellung der Ziegel wurde der Ton aus den örtlichen Ton- und Schluffsteinschichten genutzt. Er wurde aus den unmittelbar südlich gelegenen Voßnacker Steinbrüchen gewonnen. Der Ziegelofen funktionierten nach dem Prinzip des Hoffmannschen Ringofens. Der Betrieb endete vor dem Zweiten Weltkrieg. Andere Firmen produzierten hier dann Gießerei-Formstaub. Das Maschinenhaus ist nicht mehr erhalten. Das Ofengebäude mit dem 53 m langen Schornstein besteht noch, ist aber stark baufällig. Der Standort ist heute ein Schaupunkt der Museumslandschaft Deilbachtal. Das Gebäude steht unter Denkmalschutz.
Im Tal gab es zwei weitere Ziegeleien:
- die Dilldorfer Ziegel- und Tonwerke Friedrich Ströters, ab 1900 Kupferdreher Steinwerke, übergegangen in den Besitz der Zeche Adler, heute im Besitz von Cantillana,
- die Ziegelei Klotz in Nierenhof, aus den Steinbrüchen westlich Nierenhof wurden Grauwackebänke und Ziegelschiefer genutzt; produzierend bis Mitte der 1950er Jahre.